# Sofie Castenschiold
Thora Gerda Sofie Castenschiold (Copenaghen, 1º febbraio 1882 – Helsingborg, 30 gennaio 1979) è stata una tennista danese.

## Palmarès

### Olimpiadi
- Argento a Stoccolma 1912 nel singolare femminile indoor.